# Frente País Solidario
Die Frente País Solidario (spanisch; abgekürzt FrePaSo, deutsch Front Solidarisches Land) war ein linkes Parteienbündnis in Argentinien.

## Geschichte
Das Frente País Solidario wurde im Jahr 1994 durch einen Zusammenschluss mehrerer linker Kleinparteien gegründet: das 1993 gegründete Frente Grande, die beiden Abspaltungen des Partido Socialista Partido Socialista Popular (PSP) und Partido Socialista Democrático (PSP), die Política Abierta para la Integridad Social (PAIS) sowie die christdemokratische Partido Demócrata Cristiano. Ihre Rechtsform war die einer Confederación, einer dauerhaften Parteienallianz.
FrePaSos größter Erfolg gelang bei der Präsidentschaftswahl 1995, als ihr Kandidat José Octavio Bordón mit 28,4 % die zweitmeisten Stimmen erlangte und damit besser als die UCR abschnitt.
1997 schloss sich das Parteienbündnis mit der Unión Cívica Radical (UCR) zum Bündnis Alianza para el Trabajo, la Justícia y la Educación zusammen. Die Koalition gewann die Wahlen zum Abgeordnetenhaus im selben Jahr und die Präsidentschaftswahl 1999 mit dem Radikalen Fernando de la Rúa als Kandidat.
Nach den Wahlen 2001 wurde sie die drittgrößte Partei in der argentinischen Abgeordnetenkammer mit 17 von 257 Sitzen. Den Wahlkampf bestritt die Partei gemeinsam mit der größeren Partei Unión Cívica Radical.
Als Konsequenz der Argentinien-Krise wurde die Allianz immer weiter geschwächt, auch da die Wähler ihr eine Mitschuld am Scheitern der De-la-Rúa-Regierung gaben. Die Parteien, die das Bündnis begründeten, treten in der Politik seitdem separat auf oder gingen Allianzen mit anderen Kräften ein, womit es als gescheitert anzusehen ist. PSP und PSD vereinigten sich bereits 2002 mit dem Partido Socialista, PAIS unterstützte zunächst das Frente para la Victoria, ab 2007 die Coalición Cívica; das Frente Grande blieb eine Zeitlang eigenständig, unterstützte ab 2011 jedoch das Frente para la Victoria.
Aníbal Ibarra, der ab 2003 den wichtigen Bürgermeisterposten der Autonomen Stadt Buenos Aires innehatte, trat bis zu seiner Entlassung 2006 unter dem Dach des FrePaSo auf.

## Bekannte Parteimitglieder
- Carlos Álvarez, Gründungsmitglied und ehemaliger argentinischer Vizepräsident
- Aníbal Ibarra, ehemaliger Bürgermeister von Buenos Aires

## Weblink
- Geschichte der FrePaSo